# Epic Records
Epic Records — американский звукозаписывающий лейбл, принадлежащий и управляемый Sony Music Entertainment.

## История
Epic был изначально запущен как лейбл джазовой и классической музыки в 1953 компанией Columbia Records. Ярко-жёлтый, чёрный и синий логотип лейбла стал узнаваемой торговой маркой для многих джазовых и классических релизов. Сюда вошли такие значительные исполнители, как Берлинский филармонический оркестр, Струнный квартет Джиллиард, Антал Дорати дирижирующий в Филармонии Хагью, и Джордж Селл, дирижирующий Кливлендский оркестр.
Десять лет спустя, Epic достигли своей первой золотой записи, и стали работать с набирающей обороты рок-н-ролл, R&B и кантри-музыкой. Среди большого количества релизов стоит отметить работы таких исполнителей, как Бобби Винтон, The Dave Clark Five, The Hollies, Тэмми Винет, Донован, The Yardbirds, Лулу и Джеф Бек. Некоторые из британских артистов, входящих в список Epic в 1960-х, являлись результатом сделки по распространению с EMI, по условиям которой записи Epic издавались EMI на лейбле Columbia пока не истек срок действия договора, после чего Columbia Records сформировала британское отделение Epic Records для распространения релизов лейбла Epic.
В 1970-х успех лейбла увеличился после включения в список Epic таких исполнителей, как ABBA (только на территории Великобритании), Sailor, The Clash, Sly & the Family Stone, Boston, REO Speedwagon, Джонни Нэш, Heart (на дочернем лейбле Portrait Records), The Isley Brothers, Эдгар Винтер и Чарли Рич.
Успехом в 70-х и ранних 80-х лейбл был обязан Рону Алексенбургу, Джиму Тирреллу, Брюсу Харрису, Джиму Чейрну, Ире Шерман.
В 1980-х и 1990-х, Epic поработал с такими звёздами как Мит Лоуф, The Jacksons, Майкл Джексон, Culture Club, Dead or Alive, Electric Light Orchestra, Korn, Ozzy Osbourne, Шаде, Лютер Вандросс, Глория Эстефан, Джордж Майкл и Синди Лопер (через лейбл Portrait Records). Другие успешные работы включали Джессику Симпсон, Шакиру, Фиону Эппл, Финли Куайи, Дженнифер Лопес (через лейбл Work Records) и Мэнди Мур.
Прочие артисты, заключившие контракт с Epic включали таких исполнителей, как The Fray, Alkaline Trio, Incubus, Modest Mouse, Good Charlotte, Live, AC/DC, Kiss, Duran Duran, Rage Against the Machine, Chevelle, Editors, Prong, Pearl Jam, Suicidal Tendencies, Мэйси Грэй, B*Witched (совместно с Glowworm Records), Bone Thugs-N-Harmony (совместно с Ruthless Records), Тори Амос, Николь Беннетт, FireHouse, Death Grips и мультиплатиновая певица Селин Дион (через лейбл 550 Music).
Epic Records является частью компании Sony Music Entertainment. Sony приобрела все лейблы, принадлежащие Columbia, в 1988 году.
Legacy Recordings продолжает выпускать классические и легендарные альбомы.

## Дочерние лейблы
Прошлые и действующий дочерние лейблы Epic Records:
- 550 Music (не функционирует)
- MJJ Music (не функционирует)
- Epic Street — создан для исполнителей в жанре хип-хоп.
- Daylight Records
- Beluga Heights — создан продюсером Джонатаном «J.R.» Ротемом.
- DC Flag Records
- Glowworm Records
- Hidden Beach Records — специализируется на R&B и музыке Соул
- Okeh Records — предназначен для переиздания релизов лейбла Okeh.
- Portrait Records (не функционирует)
- Ruthless Records (не функционирует) — хип-хоп лейбл был сформирован в 1987 и Eazy-E и Джерри Хеллер
- Work Records (не функционирует) — также известен как «WORK» и «The WORK Group». Ранее управлялся как Chaos Recordings.

## Руководство Epic Records
- Чарли Уолк — президент Epic Record
- Ник Рафаэль — управляющий британского отделения Epic
- Джо Чаррингтон — глава британского отделения Epic